# Bad Religion
Bad Religion je americká punková kapela založená v roce 1979 v Los Angeles v Kalifornii. Skupině je často připisováno, že nastartovala novou vlnu punk rocku koncem osmdesátých let dvacátého století a že během své existence ovlivnila spoustu jiných punkových a rockových muzikantů. Sestava prošla za celou dobu hraní několika změnami, jediným stálým členem je zpěvák Greg Graffin, ale v současné době jsou členy kapely tři ze čtyř zakládajících členů.
Kapelu tvoří Greg Graffin (zpěv), Brett Gurewitz (alias Mr. Brett – kytara), Brian Baker (kytara), Mike Dimkich (kytara), Jay Bentley (baskytara) a Jamie Miller (bicí). Gurewitz z důvodu pracovního vytížení vystupuje s kapelou pouze příležitostně a Bad Religion většinou hrají v pěti.
Bad Religion vydali sedmnáct studiových nahrávek, tři EP, tři kompilace, dvě živá alba a čtyři DVD. Album Suffer (1988) je často považováno za jednu z nejdůležitějších nahrávek v historii punku a to i přes to, že se neumístilo v žebříčcích prodejnosti ani hranosti. Popularita Bad Religion vzrostla s přechodem k velké nahrávací společnosti Atlantic Records a albem Stranger Than Fiction (1994), které obsahuje hity „21st Century (Digital Boy)“ a „Infected“.
Skupina je známa svými kritickými texty, používáním metafor v textech písní, rozvinutou slovní zásobou a hlasovými harmoniemi. Jejich písně pojednávají jak o osobních záležitostech, tak o politické odpovědnosti a navzdory názvu kapely se zabývají více svobodou než ateizmem.

## Historie

### Počátky (1979–1982)
Skupina Bad Religion byla založena v Los Angeles koncem roku 1979 čtyřmi studenty střední školy El Camino Real Charter High School. První impuls vzešel od sedmnáctiletého kytaristy Bretta Gurewitze, který již před tím působil ve dvou skupinách, které neměly dlouhého trvání (v obou dvou  hrál na bicí Jay Ziskrout). Gurewitz vlastnil kytary, mikrofony a aparaturu a chtěl založit další punkovou skupinu, ale neměl důvěru ve svůj zpěv. Na koncertě Ramones se seznámil s o dva roky mladším studentem téže školy Gregem Graffinem, který také tíhl k punku. Graffin, který v minulosti působil ve školním pěveckém sboru, ale nikdy nedržel v ruce mikrofon, přesvědčil Gurewitze, aby jej vzal to kapely jako zpěváka. Třetím členem byl bubeník Jay Ziskout. Po několika zkouškách Graffin přesvědčil svého kamaráda Jaye Bentleyho, aby se ke skupině přidal jako baskytarista. Mezi interprety, kteří měli na kapelu vliv, patřili například Buzzcocks, Sham 69, Ramones, Beatles, Creedence Clearwater Revival a Sex Pistols.
Zkoušeli každý den po škole v garáži v domě, kde bydlel Graffin (tuto první zkušebnu nazývali The Hellhole, tedy cosi jako díra do pekla). Během měsíce secvičili šest písní, které napsali Graffin a Gurewitz, a začali řešit otázku názvu uskupení. Mezi zamítnuté názvy patřily například Smegma, Vaginal Discharge (vaginální výtok) či Bad Politics (špatná politika). Nakonec se shodli na Bad Religion (špatné náboženství), jelikož nesnášeli v té době nastupující teleevangelismus v čele s kazatelem Jerry Falwellem. Gurewitz vymyslel logo kapely, přeškrtnutý latinský kříž, takzvaný crossbuster. Kalifornská punková scéna v té době byla plná bujarých večírků, alkoholu, drog, ale i násilí. Texty písní většiny kapel byly často jednoduché vulgární slogany, anebo byly psány v humorném stylu bez hlubšího významu. Bad Religion se od začátku snažili prezentovat intelektuálněji a psát promyšlenější texty, které by donutily posluchače zamyslet se.
V roce 1980 nahráli demo. Nahrávka zaujala Keitha "Lucky" Lehrera, bubeníka kapely punkové kapely Circle Jerks, a ten ji zpropagoval v rádiu KROQ-FM; tak se Bad Religion poprvé představili publiku. Nabídka k odehrání prvního koncertu následovala záhy. Bylo to v Santa Aně na oslavě narozenin, kde předskakovali kapele Social Distortion. Následovalo první televizní vystoupení a rozhovor.
Koncem roku 1980, ještě před svým prvním koncertem, nahráli své debutové EP Bad Religion o šesti písních. Album v únoru 1981 vydala nahrávací společnost Epitaph Records, kterou za tím účelem založil Brett Gurewitz. Vydání EP bylo financováno půjčkou od Gurewitzova otce, a kapela ho distribuovala svépomocí. Takto se prodalo asi 1500 kusů. Ačkoliv v prvních letech byl Epitaph „jen logo a P. O. Box“, postupem času začal vydávat nahrávky i jiných punkrockových skupin a vyvinul se ve významné vydavatelství. V Epitaphu pracoval také Jay Bentley.

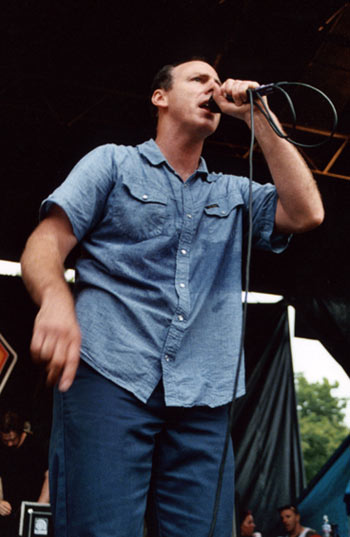
Greg Graffin, 2004

Po vydání EP si začali Bad Religion budovat základnu fanoušků. O rok později přijali nabídku společnosti Jem Records, která jim umožnila natočit první dlouhohrající album – Jem Records nabídli zaplatit profesionální nahrávací studio výměnou za exkluzivní distribuční práva k vzniklé nahrávce. Peníze nakonec nestačily, kapela musela nahrávání přerušit a vydělat další prostředky hraním, teprve poté bylo možné nahrávku dokončit. Výsledkem bylo album How Could Hell Be Any Worse?. Během nahrávání skupinu opustil po hádce bubeník Jay Ziskrout a v kapele ho nahradil (a dotočil album) Pete Finestone, který dosud neměl žádné zkušenosti s bubnováním. Na post bubeníka byl vybrán proto, že dělal kapele bedňáka a znal dobře všechny její písně. Na albu hostoval také Greg Hetson z kapely Circle Jerks, pozdější dlouholetý kytarista skupiny. Kromě tradičních rockových nástrojů na desce zní i klavír, na který hrál Greg Graffin. Album bylo vydáno 19. ledna 1982 a prodalo se ho asi 12 000 kusů.

### Období problémů a hledání stylu (1982-1984)
Vzrůstající popularita a komerční úspěch měly na kapelu i negativní vliv. Brett Gurewitz začal experimentovat s drogami a vytvořil si na nich závislost. Losangeleská punková scéna se v té době začala dosti radikalizovat, docházelo často ke rvačkám mezi fanoušky, násilnostem, výtržnostem s ničením majetku a nevyhnutelně i konfliktům s policií, objevily se problémy s drogami. Stále častější byly projevy rasismu, antisemitismu a homofobie. Na jednom z koncertů (předkapelu Bad Religion tehdy dělali začínající Suicidal Tendencies) došlo k masové rvačce mezi punkery a hráči amerického fotbalu, kteří ve vedlejším domě pořádali večírek. Jejich dům byl po rvačce zcela zdemolován, a události toho večera vyvrcholily zabitím náhodného kolemjdoucího punkery. Podezření padlo na členy kapely, ačkoliv žádný z nich neměl s výtržnostmi nic společného. Graffina druhý den odvedla policie v poutech k výslechu přímo ze školní výuky. Bentley dokonce skončil v cele jako hlavní podezřelý, dokud policie nevypátrala skutečného pachatele. Žádný z členů skupiny nakonec nebyl z ničeho obviněn a jak později vzpomínal Graffin, tento incident popularitě kapely paradoxně prospěl.
Nicméně pro Bad Religion znamenala tato událost deziluzi, a s násilnou a nenávistnou punkovou scénou už nechtěli mít nic společného. Graffin a Gurewitz začali psát písně, které měly blíže spíše k progresivnímu rocku než k punku, a dominantním nástrojem v nich byly klávesy, na které hrál Graffin. V tomto stylu natočili v roce 1983 album Into the Unknown. Bentley se změnou stylu nesouhlasil a v průběhu nahrávání alba z kapely odešel. Nové písně vyžadovaly složitější bubnování a Finestone, ačkoliv navštěvoval kurz hry na bicí, je nebyl schopen zahrát. Místo nich album natočili baskytarista Paul Dedona a bubeník Davy Goldman, a začali též s kapelou vystupovat živě. Při koncertech hráli Bad Religion bez kláves.
Graffin i Gurewitz s odstupem času hodnotili Into the Unknown jako nepovedené, a nebylo dobře přijato ani fanoušky. Podle Gurewitze vrátili téměř celý desetitisícový náklad alba. Písně z Into The Unknown Bad Religion nehrají, nejsou zahrnuty na žádné kompilaci, a album se nedočkalo žádné samostatné reedice. Kromě toho vyšlo najevo, že Gurewitz je závislý na drogách a utratil za ně značnou část společných peněz. Nakonec se v roce 1984 se kapela rozpadla. Graffin se odstěhoval z Kalifornie a začal studovat na Wisconsinské univerzitě.

### Návrat (1984–1992)
Po jednom semestru studia ve Wisconsinu nedostal Graffin další stipendium, a tak se vrátil do Los Angeles a začal studovat na univerzitě v Los Angeles. Brigáda v salátovém baru ho příliš neuspokojovala, a když mu Greg Hetson (který v minulosti hostoval na albu How Could Hell Be Any Worse?) navrhl obnovení Bad Religion, Graffin souhlasil. Začal psát nové písně a Hetsona vzal do kapely. Novým baskytaristou se stal Tim Gallegos, za bicí se vrátil Pete Finestone.
Bad Religion se vrátili ke svému originálnímu punkovému zvuku a stvrdili to vydáním EP Back to the Known (1984). Gurewitz, který se potýkal s prohlubující se drogovou závislostí, nebyl v té době členem kapely a na albu nehrál; podílel se na něm jako zvukový inženýr a producent. Naživo v tomto období vystupovali sporadicky a koncerty často mívaly nízkou návštěvnost. Na podzim 1984 odešel z kapely Finestone, aby se mohl věnovat studiu v Londýně. Nahradil ho John Albert, který ovšem zápasil se závislostí na heroinu. V prosinci roku 1985 odešel na léčení a Bad Religion se znovu ocitli bez bubeníka. Na jeho místo nastoupil Lucky Lehrer, bývalý bubeník z kapely Circle Jerks, ve které hrál též Hetson a krátce i Bentley. Lehrer v minulosti býval Finestonovým učitelem hry na bicí.
V dubnu 1986 Graffin zavolal Jayi Bentleymu (který pracoval v továrně, ale snil o návratu ke kariéře hudebníka) a nabídl mu návrat do kapely. Bentley váhal s odpovědí, ale když Graffin ho ujistil, že setlist se bude skládat převážně ze skladeb z debutového alba, Bentley souhlasil s jedním vystoupením. To si nakonec užil tak, že se rozhodl v kapele zůstat. Bad Religion poté podnikli své první turné vzdálenější od domova - po východním pobřeží Spojených států.
Na jeden koncert v roce 1988 nemohl přijet Greg Hetson, protože ten večer hrál jinde s Circle Jerks. Spoluhráči se tedy rozhodli vzít na záskok svého zakládajícího člena Bretta Gurewitze, který se již vyléčil z drogové závislosti a jeho podnikání v hudebním průmyslu se začalo dařit. Koncert byl úspěšný, užili si ho návštěvníci, kapela i Gurewitz, a po něm padlo rozhodnutí, že se Gurewitz vrátí to kapely nastálo. Hetson v kapele zůstal a Bad Religion se stali pětičlennou kapelou se dvěma kytaristy. Za bicí se nakonec znovu usadil Pete Finestone, jehož hraní se od dob počátků v kapele výrazně zlepšilo. Od roku 1988 tedy skupina hrála ve složení Graffin, Gurewitz, Hetson, Bentley a Finestone.
Gurewitz přišel s nápadem na natočení nového alba, a on i Graffin se pustili do psaní nových písní. Během měsíce napsali a secvičili patnáct nových skladeb, a nahrávání začalo v dubnu 1988 v Gurewitzově studiu Westbeach Recorders. Nové album dostalo název Suffer podle titulní písně, jedné z mála, které Graffin a Gurewitz napsali společně. Písně kombinovaly líbivé melodie s rychlý tempem a tvrdým punkovým zvukem; stylově vycházely z jejich raného materiálu, ale byly rychlejší, melodičtější a o poznání kratší. Slovy žurnalisty Bena Myerse „Bad Religion proložili svůj nasraný zpolitizovaný zvuk těmi nejjemnějšími harmoniemi“. Poprvé zde ve větší míře použili vokální harmonie, zvané oozin' ahs, které se od té doby staly jejich poznávacím znamením.
Kapela byla s výslednou nahrávkou nadmíru spokojena, ale neměla příliš vysoká očekávání, jak bude album přijato. Podle Bentleyho většina fanoušků v té době již Bad Religion dávno odepsala. Punková scéna v té době skomírala, kapely zanikaly, punkové nahrávky se nehrály v televizi ani rozhlase, a prodeje byly nízké.
Suffer vyšlo v září 1988 a Bad Religion vyrazili na turné po USA na jeho podporu. Díky nedorozumění v té době ještě nebyly vyrobeny kopie alba, které by kapela mohla prodávat. Návštěvnost turné byla proměnlivá, ve velkých městech bylo vyprodáno, ale v menších městech se často ukázalo jen pár lidí. Turné skončilo ztrátou 2000 dolarů, a na jeho konci byli všichni členové zadlužení.
Album Suffer se ale začalo dobře prodávat. Do konce roku 1988 se prodalo 10 000 kusů a další byly ve výrobě. Časopisy Flipside a Maximum Rock'N'Roll, poslední, které se v USA ještě zabývaly punkem, ho vyhlásily punkovým albem roku. Ačkoliv se album neumístilo v žádné hitparádě ani žebříčku prodejnosti, je mu často připisován zásadní vliv na kalifornskou punkovou scénu v 90. letech, a na vznik a vzestup pop punku. LA Weekly vyhlásil Suffer šestým nejlepším punkovým albem historie. Koncerty na podporu Suffer pokračovaly i na jaře 1989; během toho Graffin a Gurewitz skládali nový materiál na připravované album, které mělo navázat na Suffer - experimenty z Into the Unknown měly být definitivně zapomenuty. Nahrávka vznikla v červnu 1989 a dostala název No Control. Její vydání ale bylo pozdrženo, neboť stále pokračovalo turné na podporu Suffer. Bad Religion odehráli společné koncerty např. s Ramones nebo Scream, přičemž bubeník Screamu Dave Grohl je přesvědčil, aby zkusili koncertovat také v Evropě. Do Evropy vyrazili v srpnu 1989.
Evropské turné skončilo úspěchem. V té době nebývalo zvykem, aby punkové skupiny pořádaly turné po západní Evropě a hlad fanoušků byl veliký. Kapela se těšila velkému zájmu, koncerty byly vyprodané a na některé přišly tisíce fanoušků, v každém městě dávala kapela rozhovory pro nejrůznější fanziny, turné bylo úspěšné i po finanční stránce. Záznam z tohoto turné vyšel následujícího roku na VHS Along the way.
Úspěšné koncertování v Evropě znamenalo pro kapelu, která se v poslední době potýkala s nepřízní fanoušků i finančními obtížemi, nový impuls pro další práci.
Po návratu do USA vydali v listopadu 1989 album No Control, natočené o půl roku dříve. Gurewitz testoval nové cesty, jak dostat hudbu Bad Religion k fanouškům - písně z No Control doprovodily videa surfaře Kellyho Slatera a píseň You byla použita v počítačové hře Tony Hawk's Pro Skater 2. No Control se stalo jedním z nejoceňovanějších alb skupiny. Prodeje dosáhly do roku 1992 asi 80 000 prodaných nosičů.
Psaní písní na následující album bylo vedeno snahou kapely obohatit svoji hudbu o nové prvky, aby nová nahrávka nebyla pouhým klonem Suffer a No Control, ale zároveň si zachovat svůj typický styl - špatně přijaté album Into the Unknown měla kapela doposud v živé paměti. Gurewitz se rozhodl opustit svoje typické texty plné neobvyklých, odborných a přejatých slov, a naopak dodat textům poetiku. Snaha vytvořit nahrávku, která by byla ještě lepší než dvě předchozí, vedla v kapele k napětí a neshodám, a nahrávání alba se začalo protahovat. Během nahrávání kapela znovu vyrazila na turné po Spojených státech a západní Evropě, a jeden koncert odehrála také ve Východním Berlíně. Po návratu se Graffin dozvěděl, že byl přijat k doktorskému studiu evoluční biologie na Cornellově univerzitě. Odstěhoval se na východní pobřeží USA a ačkoliv v kapele zůstal, se spoluhráči přestal být v každodenním kontaktu.
Kapela mezitím připravovala vydání alba, které natočila na jaře, a které dostalo název Against the Grain. Předobjednávky dosahovaly rekordní výše a Gurewitz se musel zadlužit, aby zajistil jeho dokončení a výrobu požadovaného nákladu. Against the Grain vyšlo v listopadu 1990 a stalo se prvním albem Bad Religion, jehož prodeje přesáhly 100 000 prodaných nosičů.
29. prosince 1990 došlo na koncertě Bad Religion, NOFX a Pennywise v divadle El Portal v Los Angeles k incidentu: promotér prodal více vstupenek, než kolik činila kapacita sálu, a z toho důvodu náčelník místních hasičů nařídil koncert rozpustit už po první skupině. Opilí frustrovaní fanoušci pak divadlo zdemolovali a zapálili a prali se s policií. Škody na majetku dosáhly výše 25 000 dolarů, několik lidí bylo zraněno, z toho jeden člověk vážně. Tyto výtržnosti se dostaly do celonárodních zpráv a tak zvýšily povědomí o kapele. Hned na dalším koncertě v únoru 1991 Bad Religion vyprodali Hollywood Palladium o kapacitě 3 500 osob. Tento koncert byl také poslední s bubeníkem Petem Finestonem. V kapele, které dominovala ega Graffina a Gurewitze, se cítil čím dál více utlačovaný. Kromě Bad Religion hrál též ve skupině The Fishermen, která právě podepsala smlouvu s velkou nahrávací společností Atlantic Records, a Finestone si musel vybrat, ve které skupině zůstane. Události v divadle El Portal byly poslední kapkou, která přispěla k jeho rozhodnutí spojit svoji budoucnost s The Fishermen a Bad Religion opustit. Nahradil ho Bobby Schayer. V témže roce přišla kapela dočasně o baskytaristu, Jay Bentley nastoupil na protialkoholní léčbu.
V roce 1991 vydali Bad Religion kompilační album 80-85 obsahující debutové album (How Could Hell Be Any Worse?), dvě EP (Bad Religion a Back to the Known) a tři písně, kterými skupina přispěla na výběrové EP Public Service. 80-85 se již nevydává a bylo nahrazeno verzí How Could Hell Be Any Worse? z roku 2004, která má stejný tracklist jako 80-85. 
První album se Schayerem bylo Generator (1992). Textově bylo album ovlivněno válkou v Perském zálivu. Nahráno bylo v Gurewitzově novém, lépe vybaveném, studiu, které bylo větší než předchozí, takže se všichni muzikanti vešli do jedné místnosti a písně mohly být nahrávány téměř "živě". Gurewitz se později vyjádřil, že zprvu neuměl s odlišnou akustikou velké místnosti dobře pracovat, a zvuk alba Generator nepovažuje za optimální. Poté Bad Religion natočili svůj první videoklip, a to k písni Atomic garden z tohoto alba. Kvůli Graffinově studiu v této době koncertovali relativně málo, ale v létě vyrazili na turné Spojených státech a Evropě. Poprvé s sebou vezli pomocný personál, který se staral o vybavení, merchandising a také finanční záležitosti.
O rok později vydali své sedmé album Recipe For Hate, na kterém zkoušeli svůj tradiční punkový zvuk doplnit prvky alternativního rocku, grunge a dokonce i country. Recipe For Hate obsahuje asi nejznámější píseň Bad Religion - American Jesus, která byla napsána v reakci na válku v Zálivu a brala si na mušku "toxickou kombinaci religiozity a válečného štvaní". Na albu hostovali též Johnette Napolitano a Eddie Vedder z kapely Pearl Jam, který byl dlouholetým fanouškem kapely. Recipe For Hate vyšlo v roce 1993 před začátkem letního turné, na které Bad Religion vzali jako předkapelu Green Day.

### Mainstream a odchod Gurewitze (1993–1994)
V první polovině devadesátých let, v návaznosti na úspěch grungeové kapely Nirvana, začaly grunge,  alternativní rock a punk rock pronikat do mainstreamu. Hrály se v rádiích a televizích a velké nahrávací společnosti začaly s tvrdšími kytarovými kapelami podepisovat lukrativní smlouvy. Také písně Bad Religion Struck a Nerve a American Jesus se začaly hrát v mainstreamových rádiích, a kapele začaly chodit nabídky od velkých hudebních vydavatelství. Po dlouhém zvažování se nakonec rozhodli opustit Gurewitzův Epitaph Records a podepsali kontrakt s vydavatelstvím Atlantic Records, zahrnující závazek natočit čtyři alba. Atlanticu se natolik líbilo album Recipe For Hate, že se rozhodli vydat ho znova, třeba už bylo nějakou dobu v prodeji a již se ho prodalo přes 200 000 kusů. Přechod k velkému vydavatelství jim přinesl kritiku části fanoušků, ale také příliv nových. V roce 1993 nahráli skladbu Leaders and Followers na soundtrack k filmu Mladí muži za pultem Kevina Smitha.
Prvním albem nahraným pod smlouvou s vydavatelstvím Atlantic Records bylo Stranger Than Fiction. Díky penězům od nahrávací společnosti se skupině rozšířily možnosti, co se týče nahrávání.  Gurewitzovo studio vyměnili za lépe vybavené Rumbo Recorders. Album produkoval Andy Wallace, který měl za sebou spolupráci s Nirvanou a Rage Against The Machine, a kapela si spolupráci s ním velice pochvalovala. Nahrávání ale bylo poznamenané neustálými spory v kapele. Ačkoliv měli materiál alba dobře secvičený, trvalo nahrávání sedm týdnů, déle než u jakéhokoliv jiného alba skupiny.
Na albu hostovali Wayne Kramer z MC5, Tim Armstrong z Rancidu a Jim Lindberg z Pennywise. Oproti Recipe For Hate se kapela rozhodla méně experimentovat s různými styly, a aby čelila očekávaným výčitkám fanoušků, že se přechodem k Atlantic „zaprodala“, nešetřila na něm svižnými „vypalovačkami“. Neopustila ale své texty, které se dosti odlišovaly od „teenagerských“ témat skupin jako Green Day nebo The Offspring. Podle životopisce Bad Religion Jima Rulanda byly jejich texty „někdy sarkastické, někdy ironické, vždy ale podvratné a nutily posluchače přemýšlet. Zpochybňování norem a odmítání dogmat nebyly zrovna vzorcem na úspěch v populární hudbě.“
Na Stranger Than Fiction znovu vyšla píseň 21st Century (Digital Boy), původně vydaná již na Against the Grain, protože zástupci firmy Atlantic se obávali, že album neobsahuje žádný hit, a požádali skupinu, aby tuto skladbu nahrála znovu. Stranger Than Fiction se perfektně trefilo do aktuální vlny vlny popularity punku. Jen v USA se alba prodalo více než 500 000 kusů, a získalo tak zlatou desku. Časopis Guitar World ho zařadil mezi 10 nejlepších kytarových alb roku 1994. Koncertů v té době ale bylo málo - Graffin pracoval na své disertaci, Hetson koncertoval na turné s Circle Jerks, a Gurewitz byl velmi pracovně vytížený, neboť jeho vydavatelství Epitaph zažilo velký úspěch s albem Smash kapely The Offspring, a Gurewitz byl zavalen prací. Začal pít a brzy znovu propadl drogové závislosti.
Už během nahrávání a míchání Stranger Than Fiction narůstaly v kapele spory. Gurewitz byl chronicky unavený, cítil se nedoceněný a litoval, že souhlasil s tím, aby Bad Religion opustili Epitaph. Jeho drogový návyk se vymkl kontrole, záhy po vydání alba se pohádal s Bentleym a kapelu opustil. Oficiálním důvodem bylo velké pracovní vytížení, přičemž Atlantic požadoval, aby Bad Religion koncertovali ještě častěji.

### Období po odchodu Gurewitze (1994–2000)
Ačkoliv Bad Religion ztratili důležitého autora hudby a textů, Graffin neuvažoval o tom, že by kapelu na vrcholu slávy a komerčního úspěchu rozpustil. Ostatně podle smlouvy s Atlantic Records měli Bad Religion vydat ještě tři alba. Na Gurewitzův post nastoupil kytarista Brian Baker, který předtím působil například v Minor Threat nebo Dag Nasty. Kvůli angažmá v Bad Religion odmítl nabídku vyrazit na turné jako kytarista kapely R. E. M.
Vztah mezi Gurewitzem a kapelou byl po několik následujících let dost napjaté. Gurewitz se o kapele vyjadřoval nelichotivě, Graffin se v prohlášení držel zpátky, ale na koncertech měnil text Gurewitzovy písně „Stranger Than Fiction“ a narážel v nich na jeho problémy s návykovými látkami. Gurewitz se svou novou skupinou The Daredevils nahrál píseň Hate you (česky Nenávidím tě), který byla údajně namířena proti Jayovi Bentleymu.
V září 1994 vyrazili Bad Religion do Evropy na turné Ain't Life A Mystery Tour, první turné s Bakerem. Pětitýdenní šňůra zahrnovala koncerty v 11 zemích, z toho několikrát na festivalech před desetitisíci fanoušků. Na koncertě v San Sebastianu došlo k tragédii - klub procházel rekonstrukcí, oslabená nosná konstrukce sálu (provizorně podepřená hydraulickými zvedáky) nevydržela tíhu tisíců skákajících fanoušků, propadla se a lidé v publiku se zřítili do nižšího poschodí. Zraněných byly stovky, nikdo ale nezemřel. Kapela z incidentu vyvázla bez zranění. Po evropském turné následovalo severoamerické a poprvé v historii kapely i turné po Japonsku. V létě 1995 Bad Religion dělali předkapelu pro Pearl Jam v rámci jejich turné Vitalogy Tour. Na některých koncertech hráli před až stotisícovou návštěvou. Gurewitz zužitkoval popularitu kapely vydáním výběrového alba All Ages, které obsahovalo největší hity Bad Religion od počátků až po Generator.
Po Gurewitzově odchodu zůstal jako autor hudby a textů sám Graffin. V té době neprožíval šťastné období – manželka se s ním rozvedla a nedařilo se mu ani ve vědecké kariéře. Byl rozhodnutý napsat vůbec nejlepší album Bad Religion, aby ukázal Gurewitzovi, že se obejde bez něj, a kvůli přípravě alba se rozhodl přerušit svá doktorská studia. Výsledné album The Gray Race (1996) bylo podle Graffina nejemotivnější nahrávka Bad Religion. Za producenta alba Graffin vybral bývalého frontmana The Cars Rica Ocaseka, jelikož si cenil jeho zkušeností a písničkářského talentu, a při absenci Gurewitze chtěl mít za producenta někoho, kdo mu dovede nejen poradit, ale i poskytnout konstruktivní kritiku. Na hudbě k několika písním se autorsky podílel Brian Baker. Dvě písně pro The Gray Race napsal i Greg Hetson, ale kapela je odmítla nahrát. To způsobilo napětí mezi Hetsonem a zbytkem kapely, a v jednu chvíli dokonce Hetson oznámil svůj odchod z kapely. Nakonec se ale spory urovnaly a Hetson zůstal. Album přineslo kapele rádiové hity „A Walk“ a „Punk Rock Song“, ale v prodejnosti ve Spojených státech se nepřiblížilo k předchozím albu, celkově se ho prodalo asi 140 000 kusů. Stalo se ale nejlépe prodávaným albem kapely v Evropě. Prodejnost alba zklamala očekávání vydavatelství Atlantic, které očekávalo prodeje ve výši 17 milionů nosičů, a následně přiškrtilo prostředky, které vydávalo na propagaci skupiny.
Na podporu prodeje The Gray Race vyrazili Bad Religion v únoru 1996 na turné The Gray Race Tour, své dosud nejdelší (celkem 110 koncertů), přičemž navštívili Evropu, Severní Ameriku, Asii, Jižní Ameriku a Austrálii. Většina koncertů byla vyprodaná. V Německu hráli převážně v menších klubech, chtěli tak odkázat na své první evropské turné v roce 1989.
1. ledna 1997 vydali Bad Religion živé album Tested, obsahující živé nahrávky písní z turné v roce 1996, a také tři nové studiové nahrávky. Firma Atlantic Records, u které vydávali studiová alba, odmítla album vydat; nakonec vyšlo v Evropě u firmy Dragnet, vlastněné Sony. Do Spojených států se muselo nákladně dovážet. Brett Gurewitz vyjádřil své rozladění nad tím, že z 27 písní na albu byly pouze čtyři od něj, a nedostal tak příliš peněz za autorská práva.
Graffin v roce 1997 vydal sólové album American Lesion, které se stylově i textově velmi odlišovalo od nahrávek Bad Religion; písně byly v countryovém stylu a texty se nezabývaly politikou ani společenskými tématy, ale točily se okolo jeho nedávného rozvodu.
V druhé půlce 90. let zažívali Bad Religion nebývalý finanční úspěch, ale ocitli se pod tlakem na nahrávací společnosti, která je tlačila k psaní mnohem lépe prodejnějších alb. Na druhé straně je skalní fanoušci obviňovali, že se zaprodali, a požadovali návrat ke stylu, jakým se Bad Religion prezentovali na albech How Could Hell Be Any Worse? a Suffer.
Po dvou albech, které byly nahrávány v cizích studiích cizími lidmi skupina cítila, že je čas na návrat ke svým kořenům, kdy alba nahrávala v Gurewitzově studiu s Gurewitzem jako producentem. Graffin, který získal zkušenosti s produkováním alb, prosadil, aby nahrávání nového alba proběhlo v jeho studiu v New Yorku. Podle Bentleyho kapela nebrala nahrávání dostatečně vážně, na začátku nahrávání neměla prakticky žádný nový materiál, a písně vznikaly až ve studiu. Na albu hostoval Campino z německé skupiny Die Toten Hosen. Album No Substance se ale netěšilo vřelému přijetí  od fanoušků, ani od kritiků. Kritici spatřovali mimo jiné problém v absenci Gurewitzova kreativního ducha.
V létě se 1998 se kromě svého turné zúčastnili též putovního festivalu Warped Tour, kde byli headlinery; za šest týdnů absolvovali 34 koncertů. Bad Religion na místě každého koncertu zřídili festivalový stan, který byl zdarma otevřený veřejnosti; kdokoliv mohl přijít a setkat se s kapelou. Ze stanu také vysílala pirátská radiová stanice No Substance Radio, vysílající punkové skladby. Greg Graffin se ale těchto aktivit nezúčastnil a na koncert cestoval odděleně od kapely. Náročné přejezdy autobusem, nedostatek spánku a nekončící večírky měly negativní vliv na jeho hlas, a Graffin se ho snažil co nejvíce ochránit. Jay Bentley v průběhu turné znovu propadl alkoholismu.
V roce 1998 skupina založila fond Bad Religion Research Fund, který poskytoval nadějným studentům granty ve výší 3000 až 5000 dolarů na jejich vědecké projekty. Fond fungoval do roku 2000.
Vydavatelství Atlantic přičítalo vinu za špatné prodeje No Substance nízkému rozpočtu alba (kapela nesouhlasila) a prosazovalo, aby další album produkoval známý (a drahý) producent. Graffin pozval Todda Rundgrena, který býval Graffinovým idolem. Rundgren požadoval, aby se nahrávalo v jeho domácím studiu na havajském ostrově Kauai. Vzhledem k tomu, že vydání alba mělo připadat na dvacáté výročí založení Bad Religion, rozhodla se kapela nabídnout svému zakládajícímu a dlouholetému členovi Brettovi Gurewitzovi, aby na něj přispěl jednou písní. Gurewitze v roce 1997 drogová závislost přivedla až k rozvodu a do vězení, ale od roku 1998 už drogy nebral. Po letech, kdy spolu Graffin a Gurewitz nemluvili, prolomil Graffin led, zkontaktoval a nabídl mu, aby napsal píseň nadcházející album. Gurewitz, který už léta nenapsal žádnou píseň, si podle svých slov chtěl vyzkoušet, zdali stále dovede skládat. Přinesl skladbu Believe It a kapela se rozhodla ji nahrát a zařadit na vznikající album. Kytarové sólo k této písni nahrál ve svém studiu a pásku s nahrávkou poslal na Havaj letecky.
Skupina dorazila na Havaj a na rozdíl od předcházejícího alba měla připravený dostatek písní, více než kolik se jich mohlo na album vejít. Avšak spolupráce s Rundgrenem nebyla taková, jakou si kapela představovala. Rundgrenovo studio bylo sice vybaveno nejmodernější technikou, ale nacházelo se ve neklimatizované stodole plné komárů. Rundgren despoticky prosazoval své vize, nutil kapelu ke změnám struktury písní a dokonce i textů. Nezajímal se o to, co kapela chce a nešetřil kritikou. Graffin váhal, jestli má bránit své dílo, anebo přijmout názor člověka, který byl jeho celoživotním idolem: „[Rundgren] je proslulý svoji upřímností. Za to jsem ho vždycky respektoval. Todd je extrémně talentovaný, legenda. Je to upřímný umělec, ale možná to stejně jako já neumí dobře s lidmi.“ Bentley se ke spolupráci s Rundgrenem vyjádřil takto: „Já ani Greg jsme neměli pocit, že bychom nějak postupovali. [...] Todd neměl Grega rád a Grega to štvalo. Setkal se se svým idolem a ukázalo se, že je to blbec! Nemyslím si, že by Toddovi na něčem záleželo.“
Po textové stránce byly písně spíše osobní než politické. Album dostalo název The New America a po menším sporu s Atlanticem ohledně přebalu vyšlo v květnu 2000. V květnu a červnu jeli Bad Religion turné s kapelou Blink-182, přičemž Bad Religion hráli jako host Blink-182. To vyvolalo kritiku u části fanoušků, kterým vadilo, že veteráni punkrocku předskakují mladší a "intelektuálně podřadnější" kapele.
Stejně jako album No Substance se New America se prodávalo ještě hůř než The Gray Race (61 000 prodaných nosičů). V roce 2004 uvedl Bentley, že tato dvě alba nepatří k nejlepším, a písně z nich proto Bad Religion příliš nehrají. Podobně se vyjádřil i v rozhovoru v roce 2010.
Po vydání New America vypršel kontrakt mezi kapelou a společností Atlantic. Kapela byla ze spolupráce s Atlanticem a z okolností nahrávání New America spíše zklamaná. Tečkou za spoluprací s Atlantic Records byla kompilace Punk Rock Songs, obsahující nahrávky z let 1994 až 2000, kterou Atlanic vydali (bez toho, že by o tom informovali kapelu) v roce 2002.

### Návrat Gurewitze (2000–2012)
Bad Religion se poprvé ve své historii ocitli beze smlouvy s nahrávací společností. Po dlouhé diskusi se rozhodli vrátit se ke Gurewitzově Epitaph Records - Gurewitz již dva roky abstinoval od drog a staré spory byly urovnány a zapomenuty. Gurewitz se navíc do kapely vrátil, ale z důvodu pracovního vytížení jen jako skladatel písní a občasný hráč, na turné se skupinou nejezdil. Graffin ke Gurewitzově návratu řekl: „Když Brett opustil kapelu bylo to pro mě trochu zklamání, ale nikdy mezi námi nebyla nějaká větší nevraživost. To samé ovšem nemůžu říct o zbytku kapely. Ale on a já jsme to opravdu chtěli zkusit znovu. A když jsme začali skládat, byli jsme opravdu nadšení, jak to bylo snadné, zábavné a přirozené.“ Od Gurewitzova návratu už kapela neuvádí autory jednotlivých skladeb - jako autoři všech písní jsou uvedeni Graffin a Gurewitz společně.
Po Gurewitzově návratu bylo ještě třeba najít nového bubeníka - chronické zranění ramene Bobbyho Schayera se zhoršilo natolik, že již nebyl schopen profesionálně bubnovat. Jako náhradu hledala kapela někoho s větší úrovní technické dovednosti, a nakonec našla Brookse Wackermana, bubeníka Suicidal Tendencies a The Vandals. Hudební kořeny měl latinskoamerické hudbě, jazzu a reggae. Wackerman svým talentem kapelu okouzlil a stal se jejím členem. Gurewitz si pochvaloval, že nemusí při skládání písní brát ohled na to, co je aktuální bubeník kapely schopen zahrát, neboť Wackerman zvládne zahrát téměř cokoliv.
S novým bubeníkem a navrátivším se Gurewitzem začali nahrávat  album The Process Of Belief. Podle Bentleyho byla situace při psaní a nahrávání alba podobná době vzniku Suffer – fanoušci Bad Religion odepsali a nic od nich již nečekali, což kapele rozvázalo ruce, aby mohla nahrávat hudbu, jaká se jí líbí, a nemuset brát ohledy na cizí očekávání. Stylově se album vracelo k populárním nahrávkám kapely z přelomu 80. a 90. let jako No Control. Album vyšlo v roce 2002 a kritikou bylo přijato poměrně dobře – podle serveru Metacritic získalo průměrné skóre 74 bodů ze 100. Příznivci ocenili návrat k rychlejším a kratším skladbám, a album se prodávalo lépe než kterákoliv jiná nahrávka Bad Religion po odchodu Gurewitze.
Turné na podporu nové desky bylo kratší než obvykle, neboť se Graffin věnovat větší část roku 2002 dokončení své disertační práce. V souladu s předchozí dohodou Gurewitz odehrál pouze menší část turné včetně šesti koncertů v Evropě.
Jejich další album The Empire Strike First, vydané v roce 2004, bylo silně zaměřené proti politice prezidenta George W. Bushe, zejména proti válce v Iráku. Naštvanost na Bushovu administrativu se promítla i do zvuku alba. Gurewitz uvedl, že ačkoliv byl se zvukem předchozího alba spokojen, chtěl, aby The Empire Strike First znělo tvrději. Na pozici zvukového inženýra přizval Joea Barresiho, který měl za sebou spolupráci s kapelami jako Queens of the Stone Age a The Jesus Lizard. Výsledkem byla  tvrdší a rychlejší nahrávka. Na albu hostovali Sage Francis, který doplnil píseň Let Them Eat War o rapovou pasáž, a Mike Campbell ze skupiny Tom Petty and the Heartbreakers, který nahrál kytarové sólo v písni Los Angeles Is Burning. Na dvou písních se autorsky podílel Chris Wollard, frontman skupiny Hot Water Music. Turné na podporu desky bylo kulminovalo v listopadu 2004 dvojicí koncertů v divadle Hollywood Palladium v Hollywoodu. Záznam vyšel v březnu 2006 na DVD Live at the Palladium, a kromě vystoupení obsahoval též rozhovory s členy kapely, fotogalerii a několik videoklipů. Během kampaně k volbám prezidenta USA v roce 2004 se Bad Religion přidali ke kampani Punkvoter, která měla přesvědčit mladé voliče, aby volili proti Bushovi, a přispěli na obě kompilace Rock Against Bush.
Další koncertování zkomplikoval Bentleyho problém s alkoholem. Od relapsu v roce 1998 se jeho pití postupně zhoršovalo a koncem roku 2004 již opilost silně ovlivňovala jeho výkony na pódiu. V únoru 2005 nastoupil na protialkoholní léčbu.
V roce vyšlo 2006 Graffinovo druhé sólové album Cold as the Clay. Skupina rovněž vydala digitálně remasterované verze svých dřívějších alb How Could Hell Be Any Worse?, Suffer, No Control, Against the Grain a Generator.
10. července 2007 bylo vydáno album New Maps Of Hell. Název odkazoval na album How Could Hell Be Any Worse?, které slavilo 25 let od vydání. Zvuk měl na starosti znovu Joe Barresi, který album i produkoval. Podle Jima Rulanda „selhání zpravodajských služeb ohledně 11. září, špatně zvládnuté volby a epicky pomýlená válka možná snížily optimismus kapely do budoucna, ale dodaly jim rozhořčení nad vládou, která neustále se zlým úmyslem manipulovala svými občany“. O rok později album vyšlo ve verzi Deluxe - kromě originální nahrávky bylo k albu přiloženo CD se sedmi písněmi Bad Religion (třemi novými a čtyřmi staršími) v akustické verzi, a DVD s klip a bonusovým materiálem.
V roce 2010 vyrazili Bad Religion na turné u příležitosti 30. výročí založení skupiny. Každý koncert měl zcela odlišný setlist 30 písní, mapující jejich třicetiletou kariéru, a každý koncert se nahrával. Nejlepší nahrávky byly vydány na živém albu 30 Years Live, které bylo zdarma distribuováno fanouškům, které se zapsali do kapelního emailového seznamu. Ačkoliv na každém z koncertů zaznělo 30 písní, na album se jich dostalo jen 17.
Tou dobou už byli Bad Religion ve studio a nahrávali nové album The Dissent of Man. Název odkazoval na knihu Charlese Darwina O původu člověka (The Descent of Man) Šlo o jedno z nejdelších alb kapely, obsahovalo i relativně delší skladby, a mělo zdokumentovat vývoj zvuku kapely ve třicetileté historii kapely. Některé písně jakoby navazovaly na akustické nahrávky z New Maps Of Hell Deluxe, přítomny jsou ale i rychlé protestsongy. Na albu znovu hostoval Mike Campbell. Na podporu prodeje alba vyrazila kapela v létě 2011 na turné společně s melodic hardcore kapelou Rise Against, která propagovala svoje album Endgame. V tomto roce také vyšla kompletní vinylová reedice všech dosud vydaných alb (tedy i Into the Unknown a The Dissent of Man).
Graffin během turné prohlásil „Po tomto roce nás pravděpodobně už moc neuvidíte. Zkusíme ještě jedno album a pak se všichni připojíme k námořnictvu, odvedeme poctivou práci,“ což vedlo fanoušky ke spekulacím, že se Bad Religion chystají přerušit či ukončit činnost, jednalo se však o nepovedený žert. V červenci 2012 začali nahrávat nové album. Gurewitz nebyl s The Dissent of Man příliš spokojený, a měl v úmyslu vrátit se ke kratším a přímočařejším písním. Desku True North dala skupina týden před oficiálním datem vydání (22. ledna 2013) celou zdarma k poslechnutí na portálu Youtube. Prodeje nového alba to však neohrozilo. Hned v prvním týdnu prodeje se prodalo 18 295 kusů alba a v žebříčku prodejnosti Billboard 200 bylo True North po týdnu na 19. místě (nejvyšší umístění, kterého kdy jakákoliv nahrávka Bad Religion dosáhla). Mezi rockovými alby na iTunes obsadilo dokonce první místo. Kritické ohlasy byly poměrně příznivé, internetový agregátor Metacritic ohodnotil album 75 body, na AnyDecentMusic? mělo 6.9 bodů z 10. Titulní píseň alba i první singl Fuck You složil Graffin a týkal se jeho vztahu se svým dospívajícím synem. Na desce se také představil Gurewitz v netypické úloze hlavního zpěváka v písni Dharma and the Bomb. Po nahrání alba podstoupil Brian Baker protialkoholní léčení.

### Odchod Hetsona a Wackermana, příchody Dimkiche a Millera (2013–současnost)
Během turné v roce 2013 začala kvalita hraní dlouholetého kytaristy Grega Hetsona trpět značnými výkyvy a celkově měla sestupnou tendenci. Když v dubnu 2013 zahrála kapela jeden koncert i s Brettem Gurewitzem, byl Gurewitz Hetsonovým výkonem šokován a rozezlen, a po koncertě svolal kapelní poradu, aby se situace prodiskutovala. Nebylo to poprvé, kdy kapela řešila Hetsonovy výkony, a členové měli pocit, že se situace dlouhodobě zhoršuje. Bad Religion nakonec přijali obtížné rozhodnutí a řekli Hetsonovi, aby si dal od hraní v kapele pauzu. Několik následujících koncertů odehráli pouze ve čtyřech, nakonec místo Hetsona dokončil turné Mike Dimkich z kapely The Cult.
Důvod Hetsonovy absence kapela nekomentovala, fanoušci to dávali do souvislosti s Hetsonovým rozvodem s jeho druhou ženou Aliou, se kterou se vzájemně obviňovali z domácího násilí. Bentley k tomu učinil prohlášení: „Greg Hetson řeší nějaké osobní problémy, pokus se k tomu chce vyjádřit, podpoříme to, pokud se tak nerozhodne, podpoříme to. Teď nám pomáhá Mike Dimkich a my si toho opravdu vážíme. Teď se těšíme a připravujeme na další koncerty.“ V lednu 2014 Bentley oznámil, že příchod Dimkiche namísto Hetsona je permanentní. V rozhovoru v roce 2022 Hetson přiznal, že příčinou jeho problémů a nuceného odchodu z kapely byla jeho závislost na lécích a drogách. První nahrávkou s Dimkichem bylo EP Christmas Songs, kolekce několika tradičních vánočních koled, zahraných v punkovém stylu. Nahrávka se setkala se smíšenými recenzemi, průměrné hodnocení na Metacriticu bylo 60. 20 % z výtěžku z prodeje šlo neziskové organizaci Survivors Network of those Abused by Priests (SNAP), pomáhající obětem sexuálního násilí ze strany církevních hodnostářů.
Turné v roce 2015 dostalo název Battle of the Centuries (bitva staletí). V každém městě Bad Religion odehráli dva koncerty za dva večery, přičemž první večer hráli písně ze 20. století a druhý z 21. Po tomto turné ze skupiny odešel bubeník Brooks Wackerman, po patnácti letech v Bad Religion se rozhodl pro změnu. Jeho novou kapelou se stali Avenged Sevenfold. Wackermana nahradil Jamie Miller, který měl zkušenosti třeba z numetalové kapely Snot. Oproti Wackermanovi byl jeho styl bubnování méně technický, jednodušší, ale také energetičtější a přímočařejší. Na koncertech také zpívá doprovodné vokály.
Turné v roce 2018 bylo věnováno třicátému výročí vydání průlomového alba Suffer. Koncert začínal 30 až 60minutovým setem s písněmi z ostatních alb, a po krátké přestávce kapela zahrála celé album Suffer.
Nahrávání prvního alba řadového v nové sestavě sestavě se protahovalo. Již v listopadu 2014 slíbil Gurewitz, že přípravy začnou v roce 2015,, v březnu 2015 Bentley tvrdil, že Bad Religion píší nové písně, o rok později řekl Baker, že práci pozdrželo hledání nového bubeníka a album by mělo být dokončeno napřesrok, nakonec však album nevyšlo ani v roce 2018. Místo toho vydal Graffin své třetí sólové album Milport.
Když kapela v říjnu 2018 konečně začala s nahráváním, měl Grafin připravených asi nových 30 písní, ale jen u několika z nich cítil, že jsou dost dobré, aby se dostaly na album. Nahrávka Age of Unreason spatřila světlo světa v roce 2019, více než šest let po vydání předchozího alba. Kapela byla velice kritická k administrativě amerického prezidenta Donalda Trumpa a zřetelně se to projevilo v textech písní na albu. Cítili ale, že Trump je projev pokřiveného politického systému, a tak se texty více než Trumpem zabývaly stavem společnosti, který ho vynesl k moci. Podle Gurewitze byla díky této jednotící lince nahrávka téměř konceptuálním albem. Z alba vzešly singly My Sanity, Chaos from Within a Do the Paranoid Style. Kromě toho kapela vydala ještě další dva singly z písní, které se na album nedostaly: The Profane Rights of Man, jejíž text rozebíral tezi filozofa Thomase Paina, že nezcizitelná práva člověka nejsou božského původu, ale sekulárního; a The Kids Are Alt-Right, ostrý útok na alternativní pravici (alt-right) a její vyznavače. Někteří přiznivci alt-right nepochopili ironii textu a domnívali se, že píseň jejich hnutí oslavuje. Magazín Loudwire vyhlásil album za jednu 50 nejlepších nahrávek roku 2019.
V roce 2020 se kapela rozhodla zrušit naplánované turné a celý rok nevystupovat z důvodu pandemie covidu-19. Zpočátku roku odehráli sérii virtuálních koncertů s názvem Decades. V roce 2020 vyšla biografie kapely pod názvem Do What You Want: The Story of Bad Religion, jejímž autorem je spisovatel Jim Ruland. Greg Hetson odmítl se jakkoliv na knize podílet. Od října 2021 se Bad Religion vrátili k živému vystupování.
V únoru 2025 přinesl server Punknews.org informaci, že Bad Religion jsou ve studiu a nahrávají nové písně.

## Členové

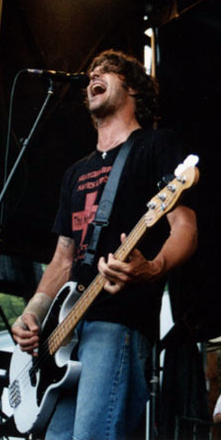
Jay Bentley, 2004

### Složení skupiny
- Greg Graffin – Zpěv
- Brett Gurewitz – El. kytara, vokály (vystupuje s kapelou pouze občas)

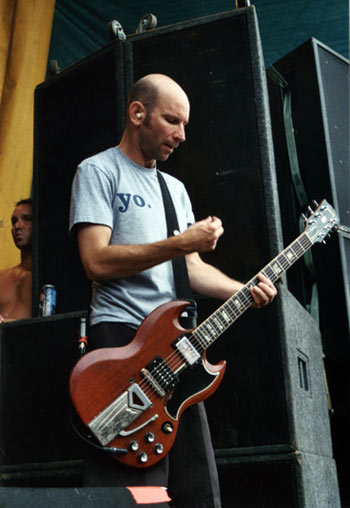
Greg Hetson, 2006

- Brian Baker – El. kytara, vokály
- Jay Bentley – Baskytara, vokály
- Mike Dimkich – El. kytara
- Jamie Miller – Bicí

### Bývalí členové
- Jay Ziskrout – Bicí (1980–1982)
- Pete Finstone – Bicí (1982–1984, 1987–1992)
- Davy Goldman – Bicí (1983)
- John Albert – Bicí (1984–1985)
- Lucky Lehrer – Bicí (1986–1987)
- Bobby Schayer – Bicí (1992–2001)
- Paul Dedona – Basa (1983)
- Tim Gallegos – Basa (1985)
- Greg Hetson – El. kytara (1984–2013)
- Brooks Wackerman – Bicí (2001–2015)

## Diskografie

### Alba
- 1982 – How Could Hell Be Any Worse
- 1983 – Into the Unknown
- 1988 – Suffer
- 1989 – No Control
- 1991 – Against the Grain
- 1992 – Generator
- 1993 – Recipe for Hate
- 1994 – Stranger Than Fiction
- 1996 – The Gray Race
- 1998 – No Substance
- 2000 – The New America
- 2002 – The Process of Belief
- 2004 – The Empire Strikes First
- 2007 – New Maps Of Hell
- 2010 – The Dissent of Man
- 2013 – True North
- 2019 – Age Of Unreason

### Živá alba
- 1997 – Tested
- 2010 – 30 Years Live

### EP
- 1981 – Bad Religion
- 1985 – Back to the Known
- 2013 – Chritmas Songs

### Výběry
- 1992 – '80-'85 (Best of 1980–1985)
- 1995 – All Ages
- 2002 – Punk Rock Songs (Studiový výběr/Live + Biohazard, věci na které měly práva u SONY)

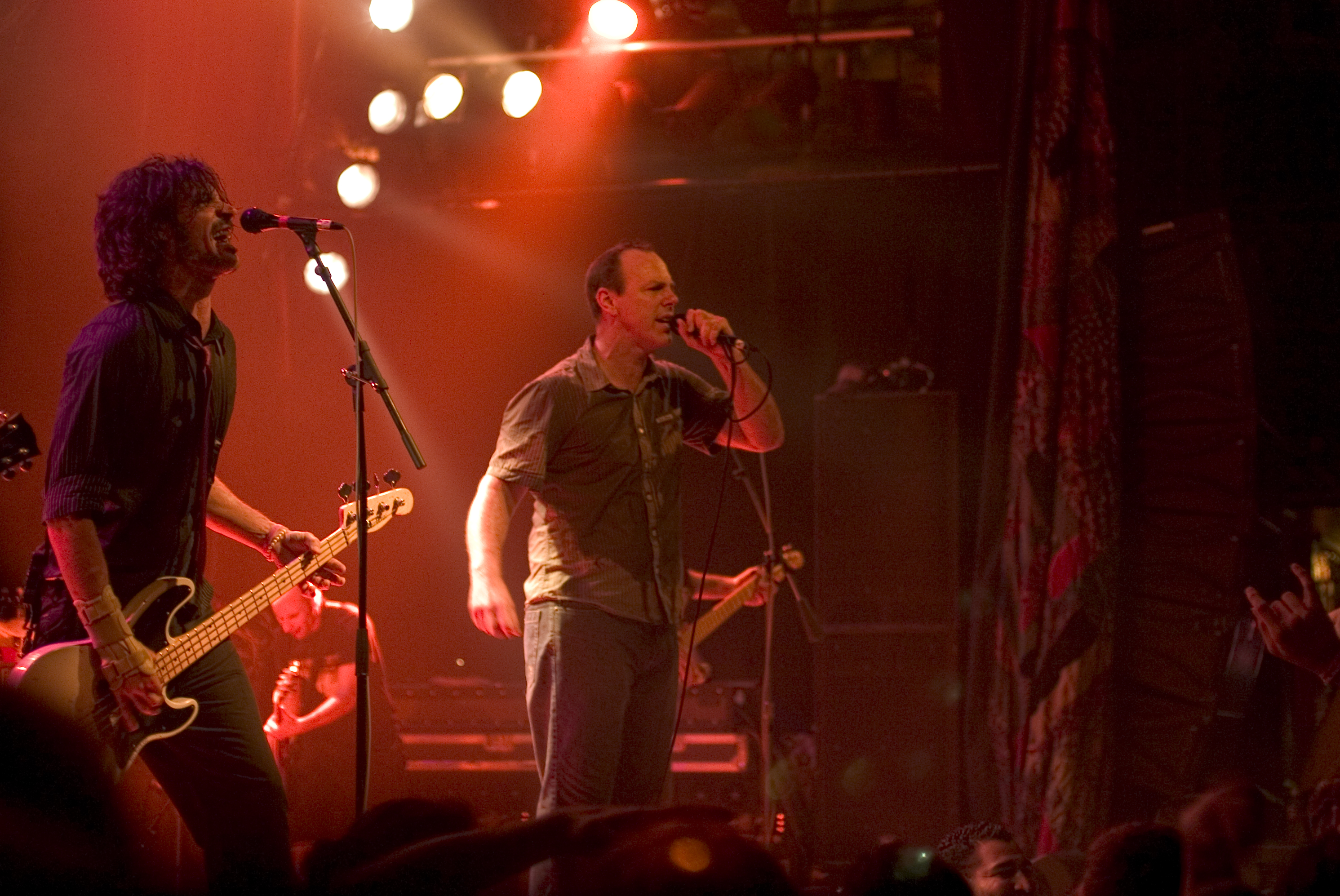
Skupina v roce 2005

### Singly
- 1992 – Atomic Garden (Vinyl)
- 1992 – Generator (CD)
- 1993 – American Jesus (Vinyl)
- 1994 – 21st Century (Digital Boy) (CD)
- 1994 – 21st Century (Digital Boy) (CD2)
- 1994 – 21st Century (Digital Boy) (vinyl 12")
- 1994 – Stranger Than Fiction (CD)
- 1994 – Stranger Than Fiction (Vinyl)
- 1995 – 21st Century (Digital Boy) (vinyl 10")
- 1995 – Infected (CD1)
- 1995 – Infected (CD2)
- 1995 – Infected (Digipack)
- 1995 – Infected (Live EP)
- 1996 – A Walk (CD)
- 1996 – Punk Rock Song (CD)
- 1996 – Punk Rock Song (Vinyl)
- 1996 – The Streets of America (CD)
- 1997 – Dream of Unity (CD)
- 1998 – Raise Your Voice (CD1)
- 1998 – Raise Your Voice (CD2)
- 2000 – The New America (CD)
- 2002 – Broken (CD)
- 2002 – Broken (Vinyl)
- 2004 – Los Angeles Is Burning

### Video/DVD
- 1990 – Along The Way
- 1996 – The Riot
- 2004 – Punk rock songs – The epic years DVD
- 2006 – Live at the Palladium